# قصر المسافر خانة
قصر المسافر خانه المعروف أيضًا باسم قصر المسافرخانه تم بناؤه في القاهرة ، مصر بين عامي 1779 م و 1788 م من قبل محمود محرم؛ وهو تاجر ثري. اشترى محمد علي باشا - والي مصر أنذاك - القصر في أوائل القرن التاسع عشر لاستخدامه كبيت ضيافة ملكي. وكانت مسقط رأس حفيده الخديوي إسماعيل (1830-1895) . في عام 1998 م، احترق بالكامل. لقد كان مثالاً ممتازاً للطراز العثماني.

## أنظر أيضاً
- قائمة القصور في مصر